# Fluoreto de cromo(III)
Fluoreto de cromo(III) é o nome dado aos compostos inorgânicos de fórmula química CrF3 bem como seus diversos hidratos relacionados.  O composto CrF3 é um sólido cristalino verde insolúvel nos solventes mais comuns, mas os hidratos [Cr(H2O)6]F3 e [Cr(H2O)6]F3•3H2O são solúveis em água.  O trihidrato é verde e o hexahidrato e violeta. A forma anidra sublima a 1100–1200 °C. Nos hidratos, alguns dos fluoretos ligantes são substituídos por moléculas de água.

## Síntese
Fluoreto de cromo(III) é produzido a partir da reação do óxido de cromo(III) com o ácido fluorídrico:
Cr2O3 + 6 HF  +  9 H2O → 2 [Cr(H2O)6]F3
A forma anidra é produzida a partir do ácido fluorídrico e do cloreto de cromo(III):
CrCl3 + 3 HF  → CrF3  + 3 HCl